# Моримура, Сэйити
Сэйити Моримура (яп. 森村誠一; Моримура Сэйити, 2 января 1933, Кумагая — 24 июля 2023, Токио) — японский писатель.
Родился в городе Кумагая префектуры Сайтама. Окончил столичный университет Аояма. Литературная известность пришла к нему в 1969 году, когда его роман «Мёртвое пространство на высоте» был удостоен премии имени Эдогавы Рампо за лучший детективный роман года. По многим из его книг сняты теле- и кинофильмы. Подавляющее большинство произведений Моримуры — социально-политические остросюжетные романы детективного жанра, например — «Плюшевый медвежонок» (1975).
Умер 24 июля 2023 года в возрасте 90 лет.

## Произведения

### «Кухня дьявола» (1981)
В Советском Союзе получил известность после публикации документальной книги «Кухня дьявола» (М.: Прогресс, 1983. Оригинал: Morimura S. Akuma no Hoshoku (悪魔の飽食), англ. The Devil's Gluttony).
Эта книга Сэйити Моримуры повествует о спецподразделении японских вооружённых сил — «отряде 731», в котором с начала 40-х по август 1945 года разрабатывалось, производилось и применялось бактериологическое оружие. В отряде с этой целью проводились многочисленные опыты над живыми людьми.

### «Контейнеры смерти» (1981)
Пытаясь раскрыть уголовное преступление, журналист Хирано проникает в мир преступности иного рода: коррупции в высших сферах, тайных махинаций военных и политических лидеров, стремящихся вопреки Конституции оснастить «силы самообороны» Японии новейшей военной техникой, ядерным и бактериологическим оружием.

## Издания в России
- Плюшевый медвежонок. // Современный японский детектив. — М.: Прогресс, 1979.
- Моримура С. Кухня дьявола = Morimura S. Akuma no Hoshoku. [яп. 悪魔の飽食, англ. The Devil's Gluttony] / Сэйити Моримура ; Предисл. М. Демченко. — М. : Прогресс, 1983. — 272 с. — ББК 63.3(5Япо).
- Контейнеры смерти. — М.: Прогресс, 1984.
- Испытание зверя. — М.: Радуга, 1989.
- Снежный светлячок. // Происшествие в Нико. — М.: Худ. лит., 1990. — (Японский детектив.)
- Коммандо. // Стоун С., Моримура С. «Песня волка», «Коммандо». — СПб: МСТ, 1993.